# Lacus Lenitatis

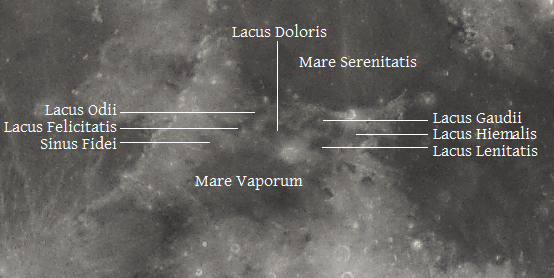
Localización del Lacus Lenitatis en el interior de la Terra Nivium

El Lacus Lenitatis (en latín, "Lago de la Blandura") es un pequeño mar lunar situado en la Terra Nivium. Su centro está localizado en las coordenadas selenográficas 14.0° Norte, 12.0° Este y su diámetro envolvente es de unos 80 km. Al este limita con el Lacus Hiemalis, al norte aparece el Lacus Gaudii, y en su flanco sur se halla el Mare Vaporum.
Ningún cráter principal está localizado en el interior del lago, aunque sí algunos cráteres satélite, como Manilius U,  Manilius W y Manilius X.

## Denominación
El nombre del lago fue adoptado por la Unión Astronómica Internacional en 1976.